# Perissomerus alvarengai
Perissomerus alvarengai là một loài bọ cánh cứng trong họ Cerambycidae.